# روزين ماكلارين
روزين ماري بريدجيت مكلارين (من مواليد 12 أكتوبر 1994) هي المتحدثة الوطنية المشاركة باسم الحزب الاشتراكي الاسكتلندي (SSP) وناشطة بيئية.

## السيرة الذاتية
- ولدت روزين ماكلارين في إدنبرة قبل أن تنتقل إلى ليفينجستون ثم في شرق كالدر، حيث قضت معظم طفولتها. كان جدها الأكبر عامل منجم الصخر الزيتي وعضوًا في حزب العمل المستقل في غرب كالدر. كان والدها عضوًا في الحزب الشيوعي البريطاني وفيما بعد كان عضوًا في الحزب الديمقراطي اليساري لاسكتلندا.[1]
- والدتها عضوة سابقة في حزب العمال الاشتراكي. كانت عائلتها من ضمن النشطاء للتصويت بـ «نعم، نعم» في في حملة استفتاء 1979 على انتقال السلطة الاسكتلندية.
- التحقت روزين ماكلارين بأكاديمية سانت كينتيغرن قبل حصولها على مركز «مؤسسة» في مدرسة جورج هيريوت. وذهبت لدراسة الإدارة البيئية المستدامة في الكلية الريفية في اسكتلندا.[2]
- روزين ماكلارين لديها هواية الصيد بالصقور.[3]

## الحياة السياسية
- في عام 2013، انضمت إلى الرابطة القومية الاسكتلندية بجامعة إدنبرة وأصبحت رئيسة الجمعية. كان مكلارين منظمًا بارزًا لحملة «نعم» في حرم جامعة إدنبرة. في عام 2014، شاركت في نقاش في الحرم الجامعي حول الاستقلال، وحثت الجمهور على المشاركة لحملة «نعم» من أجل «إنشاء بلد مسؤول اجتماعيًا للأجيال القادمة القادمة».[4]
- انضمت ماكلارين إلى الحزب الاشتراكي الاسكتلندي في عام 2017. حضرت مؤتمر اتفاقية الاستقلال الإسكتلندي «بناء: جسور إلى إندي»، وأجرت مقابلة هناك لصالح الصوت الاشتراكي الإسكتلندي، وقالت: «إذا كان الاستقلال يتعلق بأي شيء، فيجب أن يكون حول تحسين حياة أبناء الطبقة العاملة».
- في 2 يونيو 2018، ترأست ماكلارين جلسة في مؤتمر «كونولي 150» - وهو مؤتمر دولي حول جيمس كونولي - والذي جمع متحدثين من جميع أنحاء العالم لمناقشة والاحتفال بحياة وأفكار جيمس كونولي.[5]
- في (نوفمبر) 2017، كتبت ماكلارين إلى صحيفة الغارديان لتسليط الضوء على مسألة عقود العمل بدون ساعات عمل وسياسة SSP الخاصة بحد أدنى للأجور يبلغ 10 جنيهات إسترلينية.[6]
- في ديسمبر 2017، كتبت ماكلارين مقالًا مشتركًا مع السكرتير الوطني الحالي لبرنامج SSP هيو كولين، حول مدونة كونتر الراديكالية المؤيدة للاستقلال والتي أكدت على الحاجة إلى حزب اشتراكي منظم مؤيد للاستقلال.[7]
- في 10 نوفمبر 2018، تم انتخاب ماكلارين لمنصب المتحدث الرسمي باسم الحزب الاشتراكي الإسكتلندي، متغلبة في النتائج على فرانسيس كوران. أعيد انتخاب مكلارين ضد كوران مرة أخرى في المؤتمر الوطني لعام 2019.[8]
- عُينت روزين ماكلارين لقيادة مجموعة العمل بشأن تغير المناخ وإنقاذه في SSP